# 中国（福建）自由贸易试验区
中国（福建）自由贸易试验区，简称福建自由贸易区或福建自贸区，是中华人民共和国国务院批准在福建省设立的自由贸试验区，也是位置上最接近台湾的自由贸易园区。福建自贸区总面积118.04平方公里，包括了平潭片区（43平方公里）、厦门片区（43.78平方公里）和福州片区（31.26平方公里）。根据中国大陆官方的定位，福建自贸区“立足于深化两岸经济合作”，“着力加强闽台产业对接、创新两岸服务业合作模式，以此来辐射带动海峡西岸经济发展”。按区域布局划分，平潭片区重点建设两岸共同家园和国际旅游岛，在投资贸易和资金人员往来方面实施更加自由便利的措施；厦门片区重点建设两岸新兴产业和现代服务业合作示范区、东南国际航运中心、两岸区域性金融服务中心和两岸贸易中心；福州片区重点建设先进制造业基地、21世纪海上丝绸之路沿线国家和地区交流合作的重要平台、两岸服务贸易与金融创新合作示范区。
2015年4月21日，福建自贸区在福州市马尾区正式挂牌成立。

## 范围
福建自贸区由平潭片区、厦门片区和福州片区组成。其中平潭片区43平方公里、厦门片区43.78平方公里、福州片区31.26平方公里。

### 平潭片区
平潭片区（43平方公里）分为三个区域：
- 港口经贸区（北至金井湾大道，南至大山顶，东至北厝路、金井三路，西至海坛海峡）
- 高新技术产业区（北至瓦瑶南路，南至麒麟路，东至中原六路，西至坛西大道）
- 旅游商贸区（北至澳前北路，南至山岐澳，东至坛南湾，西至寨山路）

### 厦门片区
厦门片区（43.78平方公里）分为两个区域：
- 东南国际航运中心海沧港区（南邻大海，东至厦门西海域，西至厦漳跨海大桥，北侧以角嵩路、南海路、南 海三路和兴港路为界）
- 两岸贸易中心核心区（北、西、东三侧毗邻大海，南侧以疏港路、成功大道、枋钟路为界）

### 福州片区
福州片区（31.26平方公里）分为“两区六片”，分别为：
- 福州经济技术开发区（22平方公里，包括福州保税区（0.6平方公里）和福州出口加工区（1.14平方公里）两个海关特殊监管区）
  - 马江—快安区块
  - 长安区块
  - 琅岐区块
  - 南台岛区块
- 福州保税港区（9.26平方公里）
  - A区（东至西港，南至新江公路，西至经七路，北至纬六路）
  - B区（东至14号泊位，南至兴化湾，西至滩涂，北至兴林路）

## 机构及领导小组
福建自贸区的管理机构为福建省自贸试验区工作领导小组，由省委书记尤权担任组长，省长伟国担任第一副组长，常务副省长张志南、副省长梁建勇担任副组长。福建省自贸试验区工作领导小组办公室设在福建省商务厅，负责统筹协调自贸区建设发展工作，由商务厅厅长黄新銮兼任办公室主任。

## 評價

### 負面評價
- 台灣蘋果日報認為，福建推自貿區的目的是「掠台外資」，其戰略目標鎖定台灣，意在深化兩岸的經貿合作，未來恐會進一步對台灣本土的經貿發展產生磁吸效應，或搶奪台灣的國外投資。[7]
- 臺灣國立金門大學國際暨大陸事務學系教授邱垂正認為，「福建自貿區」肩負著重對台經濟對接任務的戰略與政策，清晰無比，台灣未來將面臨一波波「福建自貿區」宣傳攻勢，以及日趨嚴峻東亞區域整合邊緣化挑戰。北京當局在亞太區域整合大趨勢下，「福建自貿區」是刻意精心圍堵台灣國際區域經濟整合的戰略配套措施，提供台灣業者找尋「唯一新出路」，逼台就範。[8]